# Petteri Koponen
Petteri Koponen, né le 13 avril 1988 à Helsinki en Finlande, est un joueur finlandais de basket-ball. Il évolue au poste de meneur.

## Biographie

### Carrière professionnelle
Petteri Koponen fait ses débuts au basket-ball dans le club de Malmi Super-Koris, rejoignant ensuite le Honka Espoo Playboys pour la saison 2004-2005. Il remporte le titre de champion de Finlande en 2006-2007. Koponen effectue son service militaire à la Lahti Military Academy en octobre 2007, participant à une campagne spécialement conçu pour les athlètes professionnels, aux côtés notamment du tennisman Jarkko Nieminen. Il effectue parallèlement sa dernière saison en Finlande. 
Koponen est réputé pour son agilité et ses capacités de passeur et est à l'aise sur jeu rapide.
En 2008, Koponen est transféré au Virtus Bologne en LegA. Il participe au Nike Hoop Summit en 2007, dans l'équipe mondiale, où il est considéré comme l'un des meilleurs joueurs du tournoi. Il est sélectionné au 30e rang de la draft 2007 par les 76ers de Philadelphie. Les 76ers le transfèrent aux Trail Blazers de Portland en échange de leur 42e choix de la draft, Derrick Byars.
En mars 2013, il est nommé meilleur joueur de la 12e journée du Top 16 de l'Euroligue avec une évaluation de 35 (23 points et 7 passes décisives).
En août 2016, il est recruté par le FC Barcelone. Avec le Barça, il remporte la Coupe d'Espagne en février 2018.
En juillet 2018, Koponen rejoint le Bayern Munich avec lequel il signe un contrat de trois ans.
Il ne fait pas partie des plans de l'entraîneur Andrea Trinchieri au Bayern Munich lors de la saison 2020-2021. En janvier, un accord est trouvé et le contrat entre les deux parties est rompu. Koponen s'engage alors avec le Pallacanestro Reggiana, club italien de première division, jusqu'à la fin de la saison en cours,.

### Équipe nationale
Petteri Koponen participe au championnat d'Europe des 20 ans et moins de division B en 2006. Il rejoint à l'été 2007, les rangs de l'équipe nationale senior. La Finlande intègre le groupe A de l'élite du basket-ball européen en 2007.

## Palmarès
- Coupe d'Espagne : 2018
- Champion d'Allemagne 2019